# Viedma
Viedma Argentína Río Negro tartományának és a tartomány Adolfo Alsina megyéjének székhelye.
A 2001-ben 47246 lakosú város a Ríó Negro folyó déli partján, a tengertől 30, Buenos Airestől 960 kilométerre, a 3. autópályán helyezkedik el. 1779. április 22-én Francisco de Viedma y Narváez alapította Nuestra Señora del Carmen néven, így Patagónia legrégebbi települése.
A Conquista del desierto után Patagónia fővárosa, majd annak felosztása után a Ríó Negro terület központja lett. Nevét Alvaro Barros változtatta Viedmára 1879-ben. Az 1900-as áradások idején a terület székhelye egy időre Choele Choel lett.
Raúl Alfonsín elnöksége idején felmerült mint lehetséges főváros Buenos Aires helyett.